# ᜁ
En el sistema de escritura de baybayin, la letra ᜁ es un carácter silábico que se corresponde con la vocal e o i. 

## Unicode
Esta letra tiene el código de Unicode U+1701, situado en el bloque tagalo.
| Carácter      | ᜁ                | ᜁ                |
| ------------- | ---------------- | ---------------- |
| Unicode       | TAGALOG LETTER I | TAGALOG LETTER I |
| Codificación  | decimal          | hex              |
| Unicode       | 5889             | U+1701           |
| UTF-8         | 225 156 129      | E1 9C 81         |
| Ref. numérica | &#5889;          | &#x1701;         |